# كأس إسكتلندا 2013–14
كأس اسكتلندا 2013–14 (بالإنجليزية: 2013–14 Scottish Cup)‏ هو الموسم 129 من كأس اسكتلندا. أقيم خلال الفترة 14 سبتمبر 2013 وحتى 17 مايو 2014، وأشرف على تنظيمه اتحاد اسكتلندا لكرة القدم، وكان عدد الأندية المشاركة فيه 82، وفاز فيه سانت جونستون.